# Ain Ghazal
Le site archéologique d'Ain Ghazal (arabe عين غزال / ʿayn ġazāl, la « source de la gazelle ») est un site néolithique localisé au nord-ouest de la Jordanie, en périphérie d'Amman. Occupé du Néolithique précéramique B à la période Yarmoukienne, soit d'environ 8 300 av. J.C. à 5 800 av. J.C., d'une surface de 15 hectares, ce site est l'un des plus grands établissements préhistoriques connus au Proche-Orient. Ain Ghazal est particulièrement réputé pour la découverte de statues modelées avec de la chaux.

## Découverte
Le site d'Ain Ghazal a été découvert en 1974 lors de la construction d'une route. Les fouilles ont commencé dans le courant des années 1980. En dépit des dégâts provoqués par l'expansion urbaine autour des lieux, le site s'est avéré une grande source de renseignements. L'une des découvertes archéologiques les plus notables faites au cours de ces premières fouilles a été exhumée en 1983. Il s'agit d'une large fosse contenant des statues modelées. En 1985, deux autres fosses contenant des éléments de statuaire anthropomorphe sont exhumées. Le site est inscrit sur la liste de l'observatoire mondial des monuments de 2004.

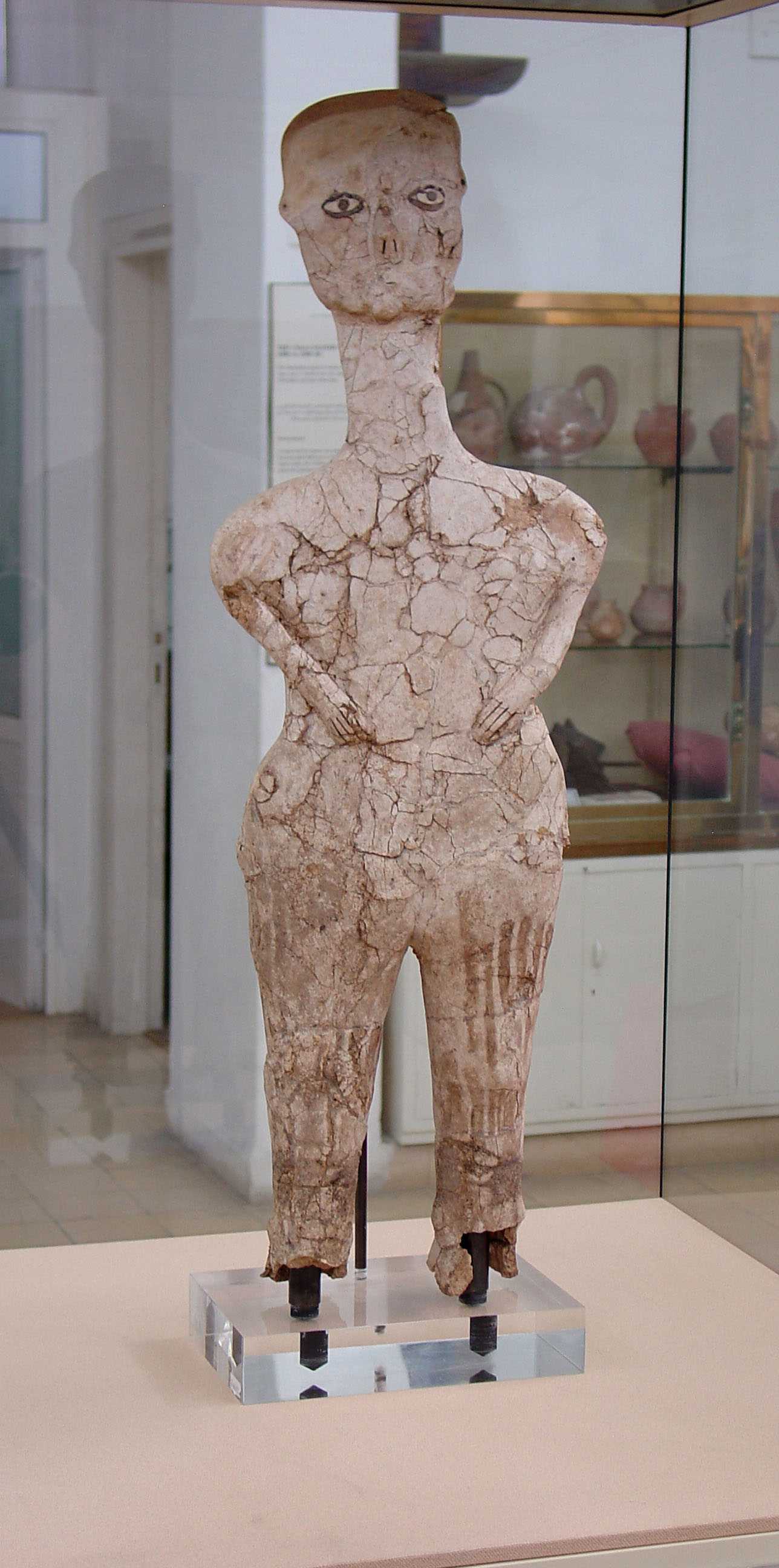
L'une des statues découvertes à Ain Ghazal exposée au musée archéologique d'Amman.

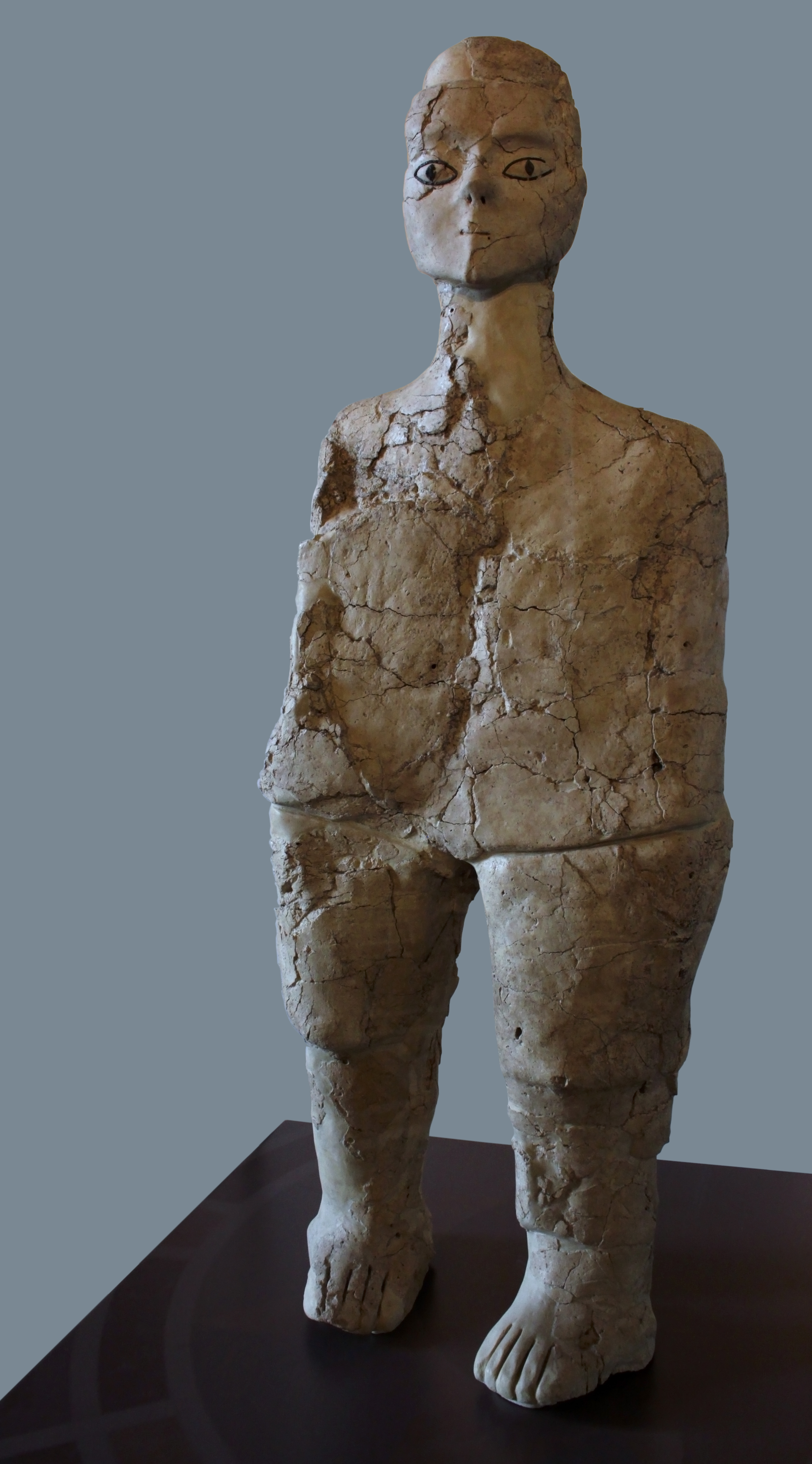
L'une des statues découvertes à Ain Ghazal au Musée du Louvre.

## Description du site
Aux alentours de 7 000 av. J.-C., le site connait une extension de près de 10 à 15 hectares et était habité par près de 3 000 personnes, soit quatre à cinq fois la population présente alors sur le site contemporain de Jéricho. Cependant vers 6 500 av. J.C., en quelques générations, la population chute fortement pour atteindre le sixième de sa quantité initiale. Cet évènement est probablement dû à une dégradation environnementale.
L'installation humaine à Ain Ghazal a débuté par un village typique et de taille modeste du néolithique acéramique. L'établissement est placé sur un terrain en terrasses, il est constitué de maisons en briques crues rectangulaires qui accueillent une pièce principale carrée et une antichambre plus petite. Les murs ont été enduits avec de la boue à l'extérieur, avec un enduit à la chaux à l'intérieur, enduit renouvelé régulièrement.
Étant une communauté agricole précoce, les habitants d'Ain Ghazal cultivaient des céréales (de l'orge et d'anciennes espèces de blé), des légumineuses (pois, haricots et lentilles) et des pois chiches dans les champs au-dessus du village, ils élevaient des chèvres domestiques. Cependant, ils pratiquaient également encore une activité de chasse des animaux sauvages - cerfs, gazelles, équidés, porcs et de petits mammifères tels que le renard ou lièvre.

## Culture
La population installée à Ain Ghazal usait des rites funéraires particuliers. Certains de leurs morts étaient inhumés sous le sol de leurs maisons, d'autres défunts avaient leur sépulture à l'extérieur, aux alentours. En ce qui concerne les défunts inhumés au sein de l'unité domestique, leur crâne a souvent été récupéré ultérieurement puis ré-enterré à part dans une fosse peu profonde, toujours sous le sol de la maison. En outre, de nombreux restes humains ont été trouvés dans ce qui semble être des fosses à ordures, indiquant ainsi que tous les défunts n'étaient pas mis cérémonieusement en terre. La raison de cette sélection des morts, certains enterrés au sein de l'habitat, d'autre en dehors, d'autres encore littéralement jetés aux ordures, est inconnue. Il semble y avoir eu à peu près une sépulture tous les 15-20 ans, ce qui indique un taux d'un enterrement par génération. Ni le sexe ni l'âge ne sont des constantes au sein de cette pratique.
Le site d'Ain Ghazal est réputé pour l'ensemble de statues trouvées enterrées dans plusieurs fosses à proximité de bâtiments remarquables pouvant avoir eu une fonction rituelle. Ces statues sont des figures humaines modelées en plâtre blanc autour d'une armature de fibres végétales. Ces figurines étaient dotées de vêtements peints, de perruques, et dans certains cas, de tatouages ou de peintures corporelles. Les yeux sont créés en utilisant des cauris avec une pupille en bitume.
Au total, 32 de ces statues en plâtre ont été trouvés dans deux caches. Quinze d'entre elles étaient complètes, il y avait en outre 15 bustes et 2 têtes fragmentaires. Trois des bustes étaient à deux têtes, la signification des statues bicéphales n'est pas claire.